# ЖФК Милвол лавице
Женски фудбалски клуб Милвол лавице (енгл. Millwall Lionesses Ladies Football Club) је енглески женски фудбалски клуб са седиштем у Ист Дулвичу на југоистоку Лондона, који игра у Чемпионшипу, другој женској фудбалској лиги. Основан је 1972. године од групе жена које ФК Милвол у почетку игнорисао да би касније постали први женски тим службено повезан са мушким тимом ФК Милвол, чији је надимак Лавови (The Lions).
Милвол лавице су освојиле женски ФА куп 1991. и 1997.

## Тренутни састав
Ажурирано: 14. јул 2018.
| Бр. |          | Позиција | Играч            |
| --- | -------- | -------- | ---------------- |
| -   | Енглеска | Г        | Кејтлин Хартшорн |
| -   | Енглеска | Г        | Клои Сансом      |
| -   | Енглеска | Г        | Грејс Тејлор     |
| -   | Енглеска | О        | Асантени Чарлс   |
| -   | Енглеска | О        | Бет Пауел        |
| -   | Енглеска | О        | Шантел Меки      |
| -   | Енглеска | О        | Џорџина Гидингс  |
| -   | Енглеска | О        | Џесмин Огуст     |
|     | Енглеска | О        | Калани Перт      |
| -   | Енглеска | О        | Лијан Кауан      |
| -   | Енглеска | О        | Рива Кесли       |
| -   | Енглеска | О        | Илејнија Прист   |

| Бр. |          | Позиција | Играч             |
| --- | -------- | -------- | ----------------- |
| -   | Енглеска | С        | Ени Роситер       |
| -   | Енглеска | С        | Бет Ламзден       |
| -   | Енглеска | С        | Фреја Бејлс       |
| -   | Енглеска | С        | Лија Каталдо      |
| -   | Енглеска | С        | Луси Фицџералд    |
| -   | Енглеска | С        | Мишел Јанг        |
| -   | Пољска   | С        | Сара Гузовска     |
| -   | Енглеска | С        | Клои Вилкинсон    |
| -   | Енглеска | Н        | Бетани Харфорд    |
| -   | Енглеска | Н        | Ели Стенинг       |
| -   | Енглеска | Н        | Еви Кларк         |
| -   | Енглеска | Н        | Геби Рејвенскрофт |